# San Pietro (Dongio)

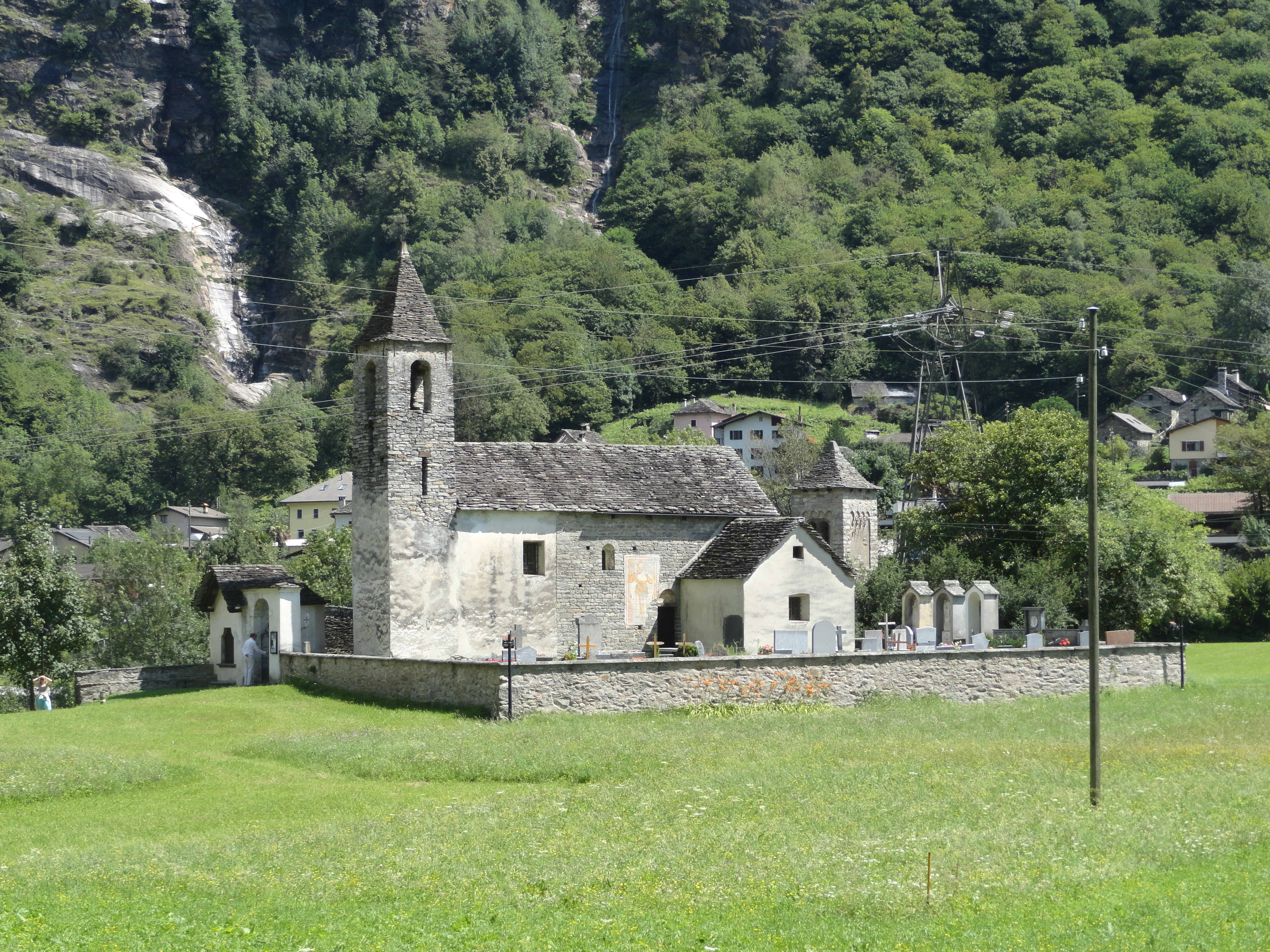
San Pietro

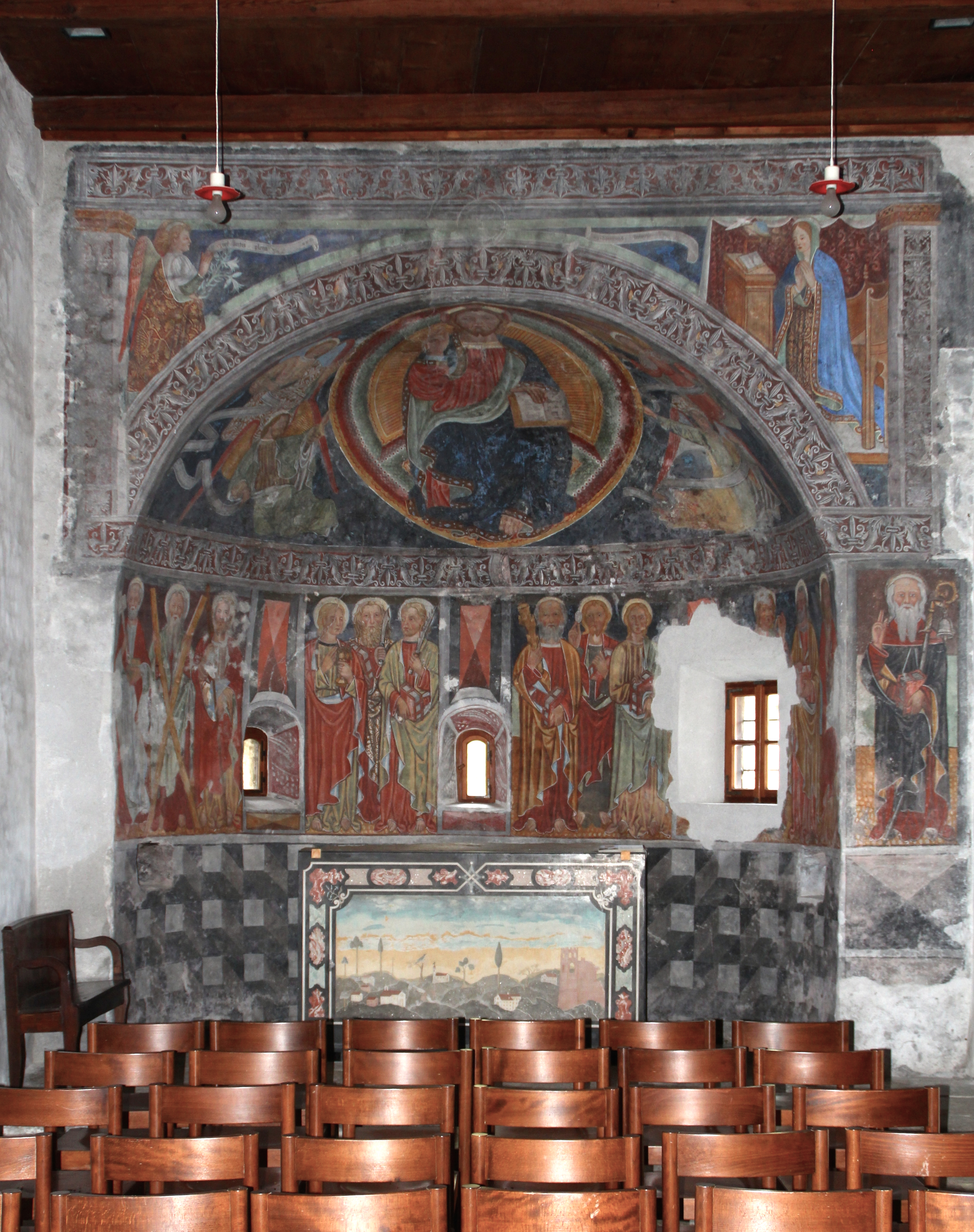
Apsis

Die kleine romanische Kirche San Pietro steht südlich ausserhalb des Ortsteils Motto bei Dongio im Bleniotal des Schweizer Kantons Tessin. Die Kirche gehört zur Pfarrei von Dongio, liegt aber auf dem Gemeindegebiet von Serravalle am rechten Ufer des Brenno.

## Beschreibung
Der jetzige Bau entstand zu Beginn des 13. Jahrhunderts, vermutlich auf den  Ruinen eines Gebäudes aus dem Ende des 6. Jahrhunderts.
Am Ende des 14. Jahrhunderts wurden die ersten Malereien angebracht. Wesentliche Umbauten wurden 1581 vorgenommen, wie eine am Eingang eingemeisselte Jahreszahl angibt. Der Apsidensaal wurde erhöht und nach Westen verlängert und ein in den Grundmauern noch romanischer  Glockenturm gebaut. Die Sakristei an der Südseite wurde 1608 angefügt. Die Kirche ist von einem Friedhof umgeben, links des Portals steht ein kleines Beinhaus.
Im 19. Jahrhundert wurde der Kirchenraum umgestaltet. Durch die Restaurierung von 1973 bis 1988 erhielt die Kirche die Gestalt des 15. Jahrhunderts zurück. An der Südwand ist noch die Höhe des Gebäudes aus dem 14. Jahrhundert zu erkennen.
Der Kirchenraum ist einschiffig, die halbrunde Apsis und die Seitenwände sind bemalt.  Der Altar stammt aus vorromanischer Zeit. Er ist mit einer Einlegearbeit aus Stuckmarmor in Pastelltönen geschmückt und zeigt eine Berglandschaft mit einer Burgruine. Das Werk stammt Franceso Solari aus dem Jahr 1732.
Die Bemalung der Halbkuppel der Apsis stammt vermutlich aus dem 15. Jahrhundert. Sie zeigt Christus in der Mandorla umgeben von den vier Evangelisten, darunter die Reihe der Apostel: Der Kopf des Dritten von links wurde von Calgari im 19. Jahrhundert neu gemalt. Am Chorbogen ist oben die Verkündigung dargestellt, vorne rechts steht der heilige Abt Antonius.
Die Fresken an den Seitenwänden kamen anlässlich der Renovation zum Vorschein und stammen aus verschiedenen Epochen:
Das Bild an der Südwand entstand, wie das Christusbild über dem Seiteneingang, am Ende des 14. Jahrhunderts und zeigt den heiligen Christophorus. Vom selben Künstler lombardischer Schule stammen die Fresken an der Nordwand. Sie zeigen die Kreuzigung mit Maria und Johannes und zwei Heilige. Die Bilder an der Nordwand entstanden am Ende des 15. Jahrhunderts.

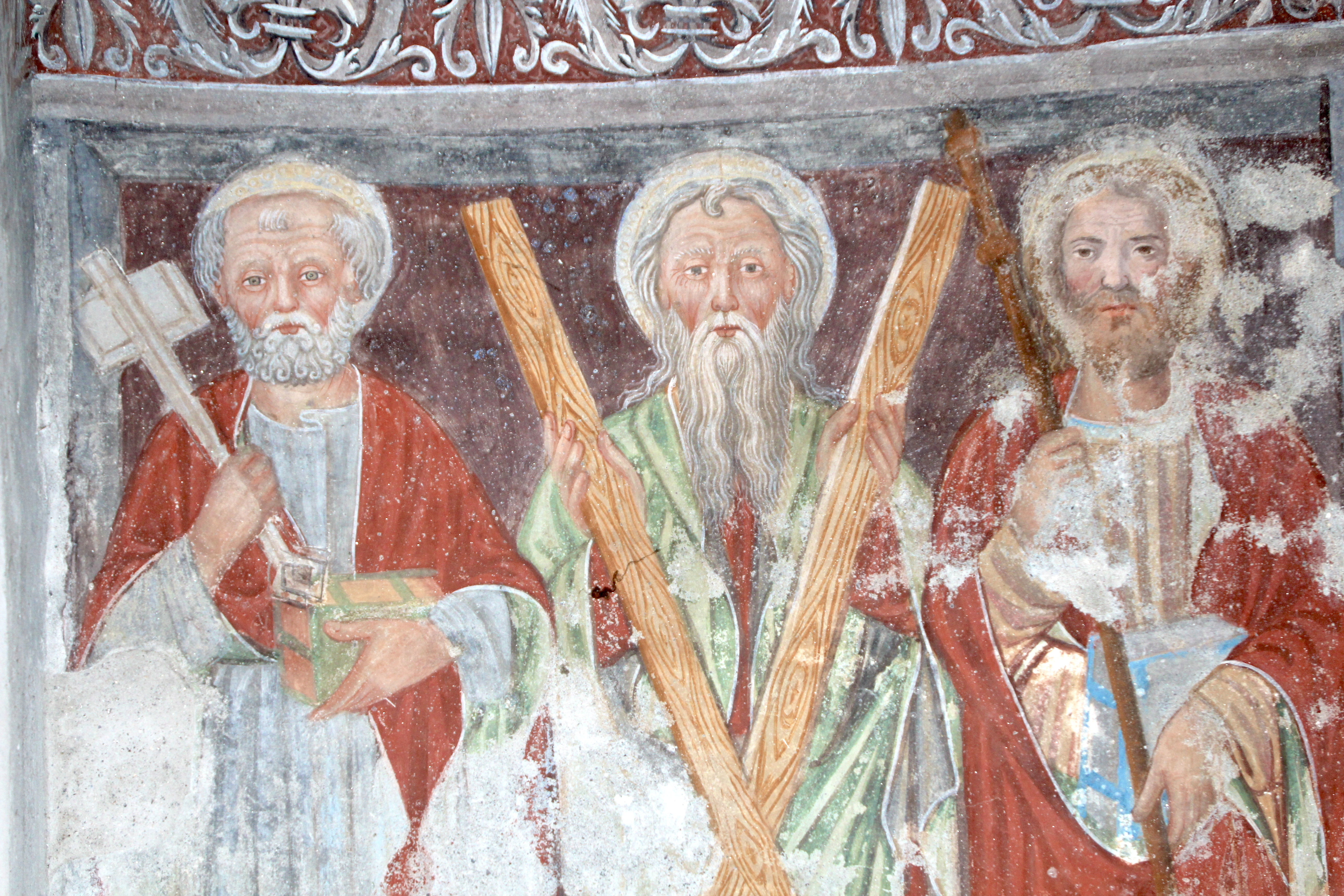
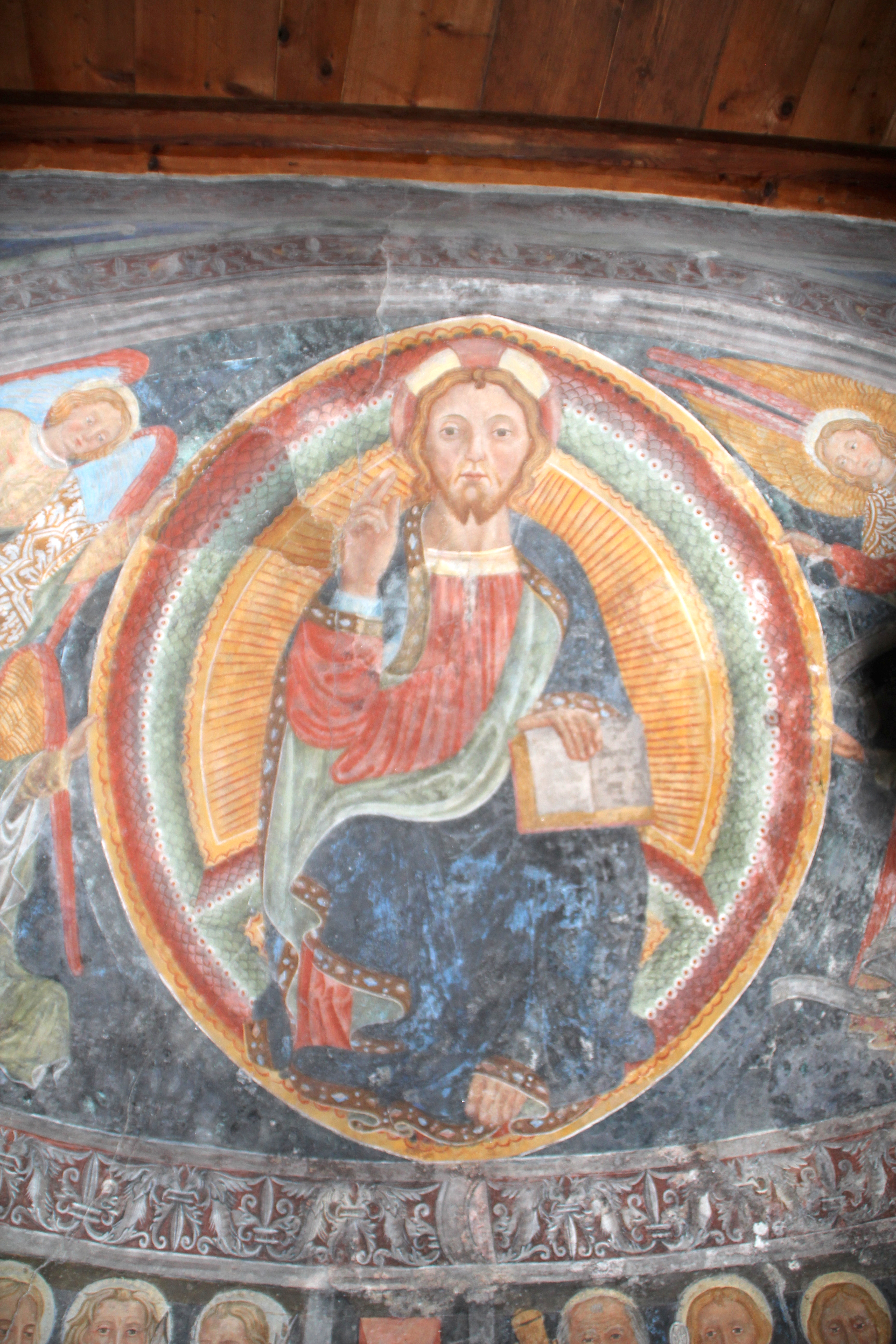
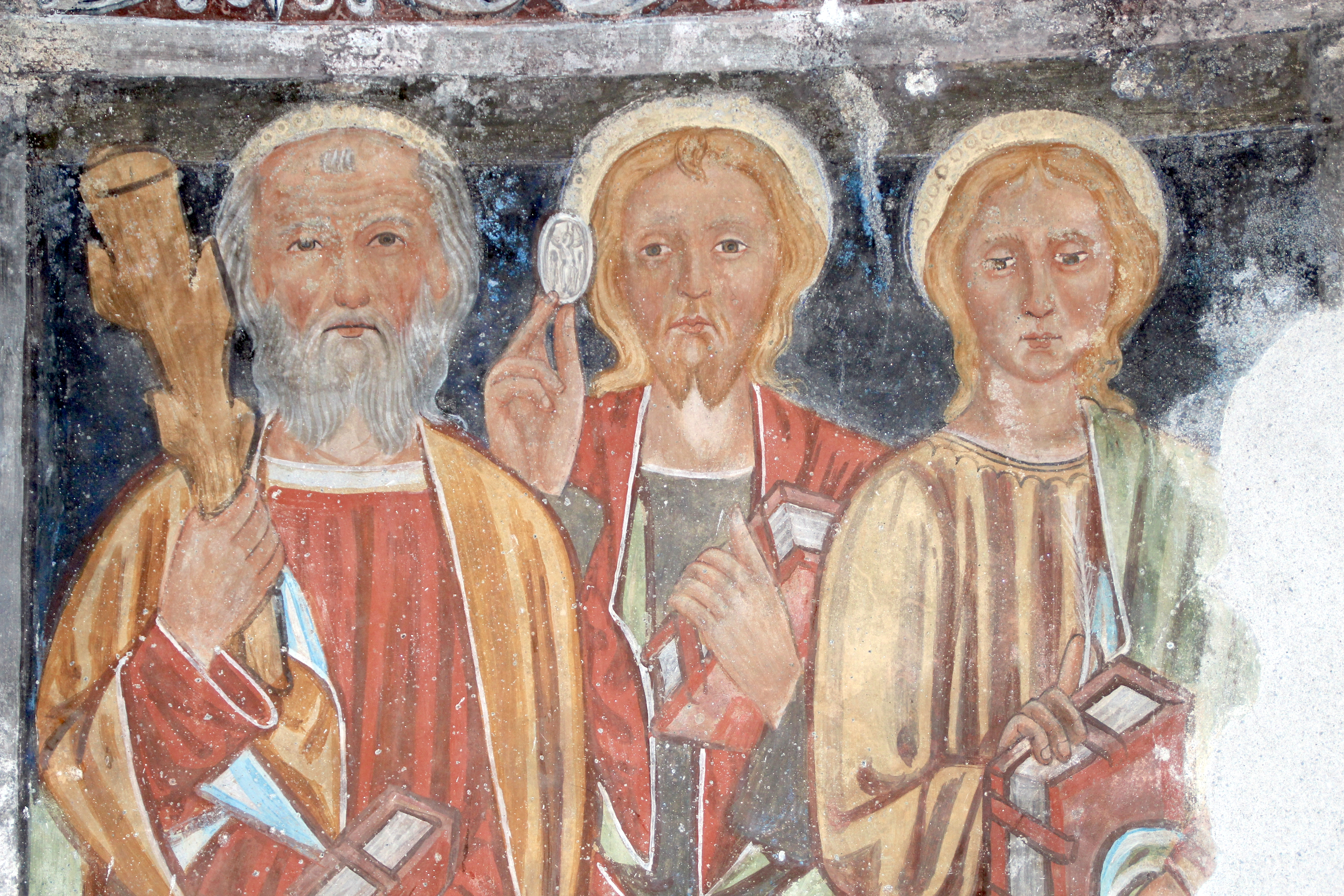